# 明治神宮野球大会 高校の部 (岡山県勢)
明治神宮野球大会 高校の部においての岡山県勢の成績について記す。

## 大会結果
| 年度（大会）     | 代表校                  | 試合結果 | 試合結果           | 備考        |
| ---------------- | ----------------------- | -------- | ------------------ | ----------- |
| 1978年（第9回）  | 倉敷商（初出場）        | 2回戦    | ○ 9 - 2 高松商     | 8回コールド |
| 1978年（第9回）  | 倉敷商（初出場）        | 準決勝   | ● 1 - 3 市神港     |             |
| 1979年（第10回） | 水島工（初出場）        | 2回戦    | ● 1 - 9 九州学院   | 8回コールド |
| 1987年（第18回） | 関西（初出場）          | 1回戦    | ● 1 - 2 中津工     |             |
| 1992年（第23回） | 岡山南（初出場）        | 1回戦    | ● 1 - 9 金沢       | 7回コールド |
| 2000年（第31回） | 岡山学芸館（初出場）    | 2回戦    | ● 1 - 8 常総学院   | 7回コールド |
| 2001年（第32回） | 関西（14年ぶり2回目）   | 2回戦    | ○ 10 - 3 尽誠学園  | 8回コールド |
| 2001年（第32回） | 関西（14年ぶり2回目）   | 準決勝   | ○ 5 - 1 日大三     |             |
| 2001年（第32回） | 関西（14年ぶり2回目）   | 決勝     | ● 1 - 10 報徳学園  |             |
| 2002年（第33回） | 岡山城東（初出場）      | 2回戦    | ● 2 - 3 中京       |             |
| 2005年（第36回） | 関西（4年ぶり3回目）    | 2回戦    | ○ 4 - 2 秋田商     |             |
| 2005年（第36回） | 関西（4年ぶり3回目）    | 準決勝   | ○ 4 - 2 履正社     |             |
| 2005年（第36回） | 関西（4年ぶり3回目）    | 決勝     | ● 0 - 5 駒大苫小牧 |             |
| 2008年（第39回） | 倉敷工（初出場）        | 1回戦    | ● 0 - 2 西条       |             |
| 2010年（第41回） | 関西（5年ぶり4回目）    | 1回戦    | ● 4 - 9 明徳義塾   |             |
| 2012年（第43回） | 関西（2年ぶり5回目）    | 2回戦    | ○ 3 - 2 安田学園   |             |
| 2012年（第43回） | 関西（2年ぶり5回目）    | 準決勝   | ○ 10 - 2 春江工    | 7回コールド |
| 2012年（第43回） | 関西（2年ぶり5回目）    | 決勝     | ● 4 - 12 仙台育英  |             |
| 2015年（第46回） | 創志学園（初出場）      | 2回戦    | ● 1 - 5 敦賀気比   |             |
| 2017年（第48回） | おかやま山陽（初出場）  | 1回戦    | ● 1 - 5 創成館     |             |
| 2019年（第50回） | 倉敷商（41年ぶり2回目） | 1回戦    | ● 1 - 7 健大高崎   | 延長10回    |